# Terekli-Mekteb
Terekli-Mekteb (russisch Терекли-Мектеб) ist eine Ortschaft (Aul, formal Selo, Dorf) in der russischen Republik Dagestan mit 7993 Einwohnern (Stand 14. Oktober 2010).

## Geographie
Der Ort liegt im nördlichen Teil Dagestans, mitten in der Nogaiersteppe, gut 70 Kilometer von der Westküste des Kaspischen Meeres entfernt und knapp 200 Kilometer Luftlinie nordwestlich der Republikhauptstadt Machatschkala.
Terekli-Mekteb ist Verwaltungszentrum des Nogaiski rajon, eines der Hauptsiedlungsgebiete der Nogaier.

## Geschichte
Terekli-Mekteb wurde während der russischen Kolonisation des Gebietes 1793 drei Kilometer südlich des bestehenden Nogaier-Auls Terekli (heute Narimanow) als Sitz eines Polizeihauptmanns gegründet (Karanogaische Polizeihauptmannschaft, russ. pristawstwo).
Im Dezember 1942 wurde Terekli-Mekteb kurzzeitig von deutschen Truppen der Heeresgruppe A erobert, musste aber schon nach wenigen Tagen wieder aufgegeben werden. Terekli-Mekteb war einer der östlichsten Punkte, zu dem deutsche Truppen auf dem Gebiet der Sowjetunion während des Zweiten Weltkrieges vordrangen.

## Bevölkerungsentwicklung
| Jahr | Einwohner |
| ---- | --------- |
| 1939 | 779       |
| 1959 | 2025      |
| 1970 | 3567      |
| 1979 | 4308      |
| 1989 | 5327      |
| 2002 | 7285      |
| 2010 | 7993      |

Anmerkung: Volkszählungsdaten

## Wirtschaft
In Terekli-Mekteb gibt es Betriebe der Lebensmittel- und der holzverarbeitenden Industrie.